# Sarah Blake
Sarah Blake, née Sarah Garlits le 21 août 1980 à Terre Haute dans l'Indiana, est une actrice pornographique américaine.
Sa spécialité sont les scènes lesbiennes et fétichistes.

## Filmographie sélective
- 2003 : Barely Legal 46
- 2003 : Liquid
- 2004 : Pussyman's Decadent Divas 25
- 2004 : Pussy Party 1
- 2004 : Girl on Girl 1
- 2005 : Water Bondage 3 Featuring Justine Joli and Sarah Blake
- 2005 : Pussyman's Decadent Divas 26
- 2006 : Sex Games Cancun (série télévisée)
- 2006 : Carnal Lust
- 2007 : Belladonna: No Warning 3
- 2007 : Damsels in Bondage 8
- 2008 : Playgirl: Steamy Seduction
- 2008 : Fresh Teens 2
- 2009 : Porn Stars...Ultimate Sex Partners 1
- 2009 : ATK Before They Were Stars
- 2010 : Road Queen 16
- 2010 : Road Queen 17
- 2010 : Lesbian Adventures: Strap-On Specialist 2
- 2010 : Girls Kissing Girls 5
- 2011 : No Ifs, Ands - Just Butts! 2
- 2011 : The AIDA Syndrome
- 2012 : Magic Moments: Sarah B and Charlie Laine
- 2013 : Sinners
- 2015 : My Wife's Hot Friend 27
- 2016 : Perversion and Punishment 3
- 2017 : Perversion and Punishment 6

## Awards
- 2007 AVN Awards nommée : Best All-Girl Sex Scene - All About Keri - avec Justine Joli
- 2006 AVN Awards nommée : Best Oral Sex Scene - Jack’s Playground 24 - avec Eric Masterson
- 2006 AVN Awards nommée : Best Sex Scene Coupling - Innocence: Perfect Pink - avec Nick Manning
- 2006 AVN Awards vainqueur : Best Solo Sex Scene - Screaming Orgasms